# Santa Cristina d'Aro
Santa Cristina d'Aro (em catalão e oficialmente) ou Santa Cristina de Aro (em castelhano) é um município da Espanha na comarca de Baix Empordà, província de Girona, comunidade autónoma da Catalunha. Tem 67,77 km² de área e em 2021 tinha 5 408 habitantes (densidade: 79,8 hab./km²).

## Demografia
| Variação demográfica do município entre 1991 e 2004 | Variação demográfica do município entre 1991 e 2004 | Variação demográfica do município entre 1991 e 2004 | Variação demográfica do município entre 1991 e 2004 |
| --------------------------------------------------- | --------------------------------------------------- | --------------------------------------------------- | --------------------------------------------------- |
| 1991                                                | 1996                                                | 2001                                                | 2004                                                |
| 1859                                                | 2443                                                | 2873                                                | 3735                                                |